# Gmina Clay (hrabstwo Clay)

Położenie Gminy Clay w hrabstwie Clay

Gmina Clay (ang. Clay Township) – gmina w USA, w stanie Iowa, w hrabstwie Clay. Według danych z 2000 roku gmina miała 696 mieszkańców, a jej powierzchnia wynosi 94,15 km².